# Довгань Костянтин Васильович
Довгань Костянтин Васильович — Народився 5 жовтня 1954 (с. Токарівка, Білозерський район, Херсонська область, УРСР). Український політик, Народний депутат України 3-го скликання, голова Бериславської районної ради, член Селянської партії України.

## Життєпис
Народився 05.10.1954 (с.Токарівка, Білозерський р-н, Херсон. обл.), громадянство україни, одружений.
Освіта Уманський сільсько-господарсткий інститут (1977).

### Кар'єра
- 1974-1992 - ст. гідротехнік, радгосп "Рассвет"; агроном, керівник відділку, дириретор радгосп "Дружба"; заступник директора, радгосп "Космос"; керівник тваринницького комплексу, радгосп "Дружба"; голова агроном управління сільським господарством; директор, радгосп "Калініносельський", Бериславський району Херсонської області.
- 04.1992-06.1994 - Представник Президента України у Бериславському р-ні Херсон. обл.
- 06.-12.1994 - гол., Бериславська райрада народний депутат.
- 12.1994-02.1995 - виковнавчий обов'язків 1-го заст. гол., з 02.1995 - 1-й заступник голови Херсонської облради з виконавчої роботи, начальник управління сільського господарства і продовольства.
- 10.1995-01.1997 - голова Бериславська райдержадміністрації Херсонської області.
- До 04.1998 - голова, Бериславська райрада народний депутат Херсонської області.

Був членом Президії Вищої ради СелПУ, головою Херсонської області орг. СелПУ.

## Політична діяльність
03.2006 канд. в народний депутат України від СелПУ, № 14 в списку. На час виборів: заст. директора ТОВ "Квінт-22", член СелПУ.
Народний депутат України 3 склик. 03.1998-04.2002 від вибор. блоку СПУ-СелПУ, № 8 в списку. На час виборів: голова Бериславської районної ради Херсонської області, член СелПУ. Чл. фракції СПУ і СелПУ (05.-10.1999), член фракції СелПУ (10.1998-02.2000), член групи "Солідарність" (02.-11.2000). 
Член Комітету з питань державного будівництва, місцевого самоврядування та діяльності рад (з 07.1998, з 2000 - Комітет з питань державного будівництва та місцевого самоврядування).